# 浜見平
浜見平（はまみだいら）は、神奈川県茅ヶ崎市の町名。丁目の設定がない単独町名である。住居表示は実施済み。

## 地理
茅ヶ崎市の南西部に位置し、東に南湖、南に柳島海岸、西に柳島、北西に松尾と接している。

## 歴史

### 沿革
- 1964年（昭和39年）10月1日 - 住居表示の実施に伴い、浜見平を新設[5][6]。

## 世帯数と人口
2023年（令和5年）7月1日現在（茅ヶ崎市発表）の世帯数と人口は以下の通りである。
| 町丁   | 世帯数    | 人口    |
| ------ | --------- | ------- |
| 浜見平 | 1,873世帯 | 3,318人 |

### 人口の変遷
国勢調査による人口の推移。
| 年                 | 人口  |
| ------------------ | ----- |
| 1995年（平成7年）  | 7,890 |
| 2000年（平成12年） | 6,851 |
| 2005年（平成17年） | 5,468 |
| 2010年（平成22年） | 4,137 |
| 2015年（平成27年） | 3,987 |
| 2020年（令和2年）  | 3,554 |

### 世帯数の変遷
国勢調査による世帯数の推移。
| 年                 | 世帯数 |
| ------------------ | ------ |
| 1995年（平成7年）  | 3,268  |
| 2000年（平成12年） | 3,183  |
| 2005年（平成17年） | 2,764  |
| 2010年（平成22年） | 2,193  |
| 2015年（平成27年） | 2,138  |
| 2020年（令和2年）  | 1,939  |

## 学区
市立小・中学校に通う場合、学区は以下の通りとなる（2023年3月時点）。
| 街区            | 小学校               | 中学校               |
| --------------- | -------------------- | -------------------- |
| 1〜9街区 12街区 | 茅ヶ崎市立柳島小学校 | 茅ヶ崎市立中島中学校 |
| 10〜17街区      | 茅ヶ崎市立西浜小学校 | 茅ヶ崎市立西浜中学校 |

## 事業所
2016年（平成28年）現在の経済センサス調査による事業所数と従業員数は以下の通りである。
| 町丁   | 事業所数 | 従業員数 |
| ------ | -------- | -------- |
| 浜見平 | 36事業所 | 249人    |

## 施設
- 浜見平団地
- ブランチ茅ヶ崎

## その他

### 日本郵便
- 郵便番号 : 253-0062[3]（集配局 : 茅ヶ崎郵便局[15]）。